# 84 TCN
Năm 84 TCN là một năm trong lịch Julius. 